# Vedašić (Udbina)
Vedašić falu Horvátországban, Lika-Zengg megyében. Közigazgatásilag Udbinához tartozik.

## Fekvése
Korenicától légvonalban 9 km-re, közúton 10 km-re délkeletre, községközpontjától légvonalban 16 km-re, közúton 26 km-re északra fekszik.

## Története
A falunak 1890-ben 260, 1910-ben 288 lakosa volt. A trianoni békeszerződés előtt Lika-Korbava vármegye Korenicai járásához tartozott. Ezt követően előbb a Szerb-Horvát-Szlovén Királyság, majd Jugoszlávia része lett. 1991-ben lakosságának 95 százaléka szerb nemzetiségű volt, akik a bjelopoljei parókiához tartoztak. A falunak 2011-ben mindössze 2 lakosa volt.

## Lakosság
| Lakosság változása | Lakosság változása | Lakosság változása | Lakosság változása | Lakosság változása | Lakosság változása | Lakosság változása | Lakosság változása | Lakosság változása | Lakosság változása | Lakosság változása | Lakosság változása | Lakosság változása | Lakosság változása | Lakosság változása | Lakosság változása |
| ------------------ | ------------------ | ------------------ | ------------------ | ------------------ | ------------------ | ------------------ | ------------------ | ------------------ | ------------------ | ------------------ | ------------------ | ------------------ | ------------------ | ------------------ | ------------------ |
| 1857               | 1869               | 1880               | 1890               | 1900               | 1910               | 1921               | 1931               | 1948               | 1953               | 1961               | 1971               | 1981               | 1991               | 2001               | 2011               |
| 0                  | 0                  | 0                  | 260                | 291                | 288                | 306                | 238                | 171                | 176                | 174                | 101                | 62                 | 40                 | 2                  | 2                  |

(1890-ig lakosságát Bjelopoljéhoz számították.)